# Microdon luctiferus
Microdon luctiferus är en tvåvingeart som först beskrevs av Walker 1865.  Microdon luctiferus ingår i släktet myrblomflugor, och familjen blomflugor. Inga underarter finns listade i Catalogue of Life.